# The Christmas Parade
The Christmas Parade (titulada: El desfile de Navidad en Argentina y La carroza del amor en España) es una película canadiense-estadounidense de comedia, drama y familiar de 2014, dirigida por Jonathan Wright, escrita por Lewis Chesler, Carley Smale y Robert Vaughn, musicalizada por Stacey Hersh, en la fotografía estuvo Russ Goozee y los protagonistas son AnnaLynne McCord, Jefferson Brown y Jennifer Gibson, entre otros. El filme fue realizado por Chesler/Perlmutter Productions y se estrenó el 14 de diciembre de 2014.

## Sinopsis
Hailee Anderson, una afamada presentadora de un programa de entrevistas, está ideando su trabajo más significativo, un especial de Navidad.